# Adolf Gelius
Adolf Gelius (* 2. Juni 1863 in Eichstätt; † 14. Oktober 1945 in Mainz; vollständiger Name Adolf Johann Georg Thomas Gelius) war ein deutscher Architekt und kommunaler Baubeamter. Von 1892 bis 1929 war in Bauverwaltung der Stadt Mainz tätig, zuletzt im Rang eines Stadtbaudirektors.

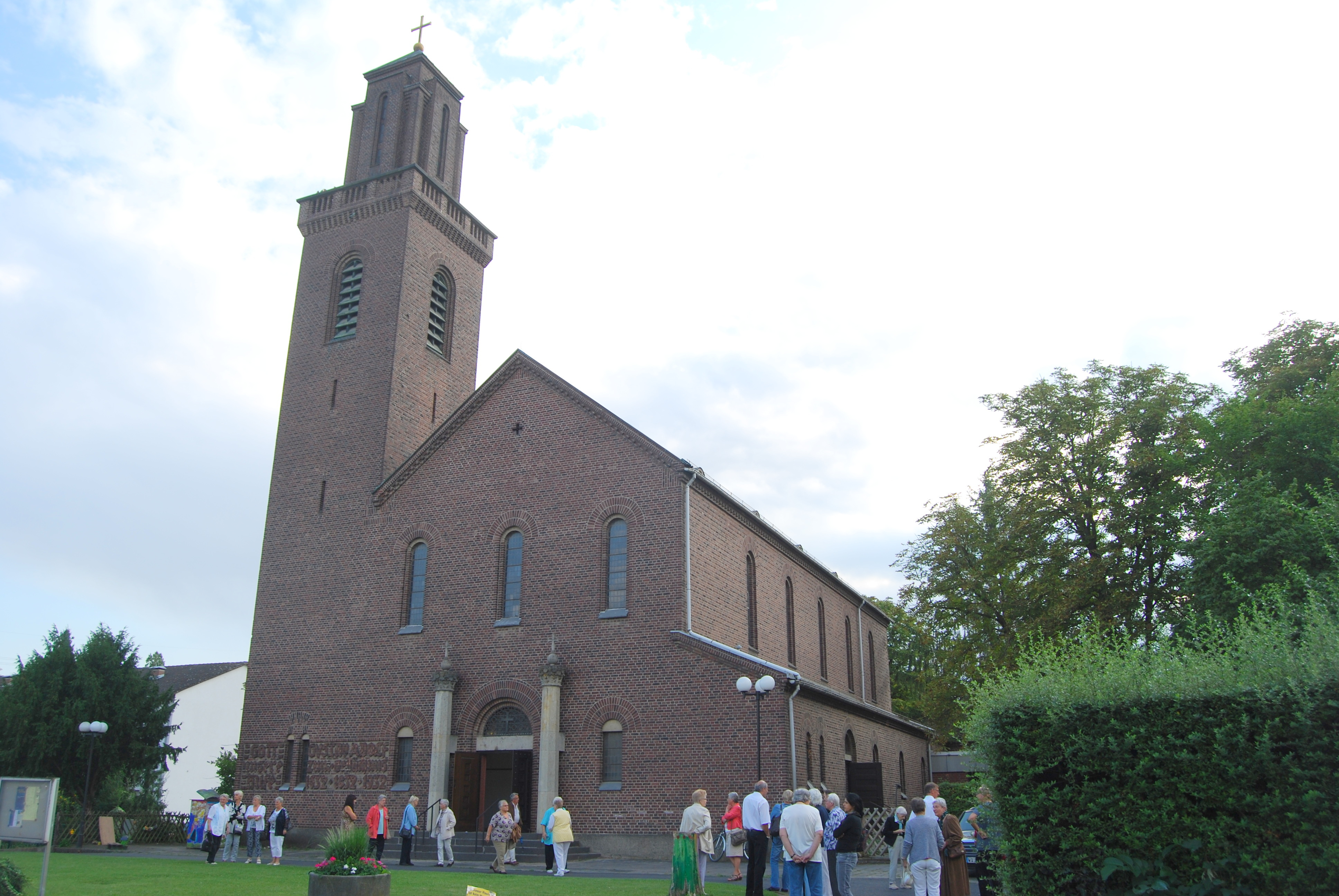
Evangelische Gustav-Adolf-Kirche in Mainz-Amöneburg

## Leben
Adolf Gelius wurde 1863 als Sohn von Johann Georg Christof Gelius (1832–1902) und dessen Ehefrau Sophie Fridrika Albertine Adler (* 1839) in Eichstätt geboren. Er hatte neun weitere Geschwister.
Über seine Ausbildung bzw. sein Studium sind keine Einzelheiten bekannt. 1891 nahm er am Architektenwettbewerb für das neue Rathaus in Nürnberg teil. Ab 1892 war er Leiter der Hochbauabteilung im Stadtbauamt Mainz unter Stadtbaumeister Eduard Kreyßig. Nach dem Tod von Kreyßig wurde die Hochbauabteilung zum selbständigen Hochbauamt umgewandelt. Im November 1909 wurde Gelius zum Baurat ernannt. Seit 1923 war er Stadtbaudirektor. Er trat 1929 im Alter von 66 Jahren in den Ruhestand. 
Gelius fällt mit seinem Werk in die Spanne zwischen dem späten Historismus und der frühen Moderne. Lange Zeit blieb den Leistungen dieser Zeit, die eine Erneuerung der Architektur auf der Grundlage der Tradition suchten, die Anerkennung versagt. Mit seinen vom Späthistorismus über den Neoklassizismus bis zum Heimatstil geprägten Bauten vermochte Gelius zuerst als Mitarbeiter, dann als Nachfolger von Stadtbaumeister Kreyßig im Hochbauamt entscheidend zum Bild der wachsenden Stadt beizutragen. Wichtige, an denkmalpflegerischen Grundsätzen orientierte Bauaufgaben, waren vor allem das Stadttheater, das ehemalige Reichklaren- und das Karmeliterkloster.

## Ehrungen
- 1906: Silberne Verdienstmedaille für Kunst und Wissenschaft
- 1914: Ritterkreuz I. Klasse des Verdienstordens Philipps des Großmütigen

## Bauwerke

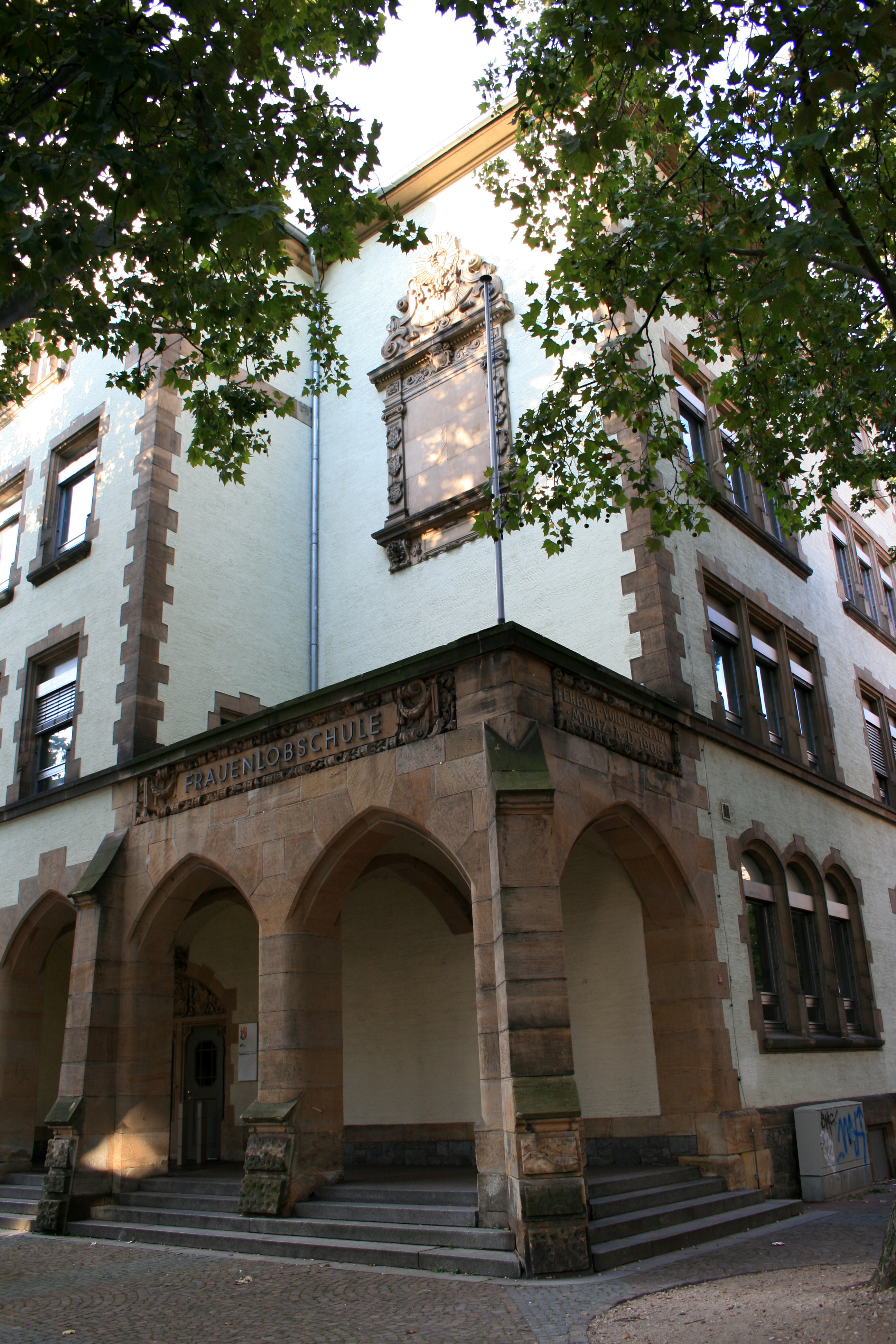
Frauenlobgymnasium Adam-Karrillon-Straße 35

- 1897/1898: Bauausführung des Schlacht- und Viehhofs, Kaiser-Karl-Ring (Planung von Kreyßig; nach 1945 abgerissen)
- 1898/1899: Gas- und Elektrizitätswerk
- 1904–1906: Oberrealschule (heute Frauenlob-Gymnasium), Adam-Karrillon-Straße 35
- 1904–1907: Höhere Töchterschule und Lehrerinnenseminar (heute Anne-Frank-Realschule), Petersplatz 2
- 1908: Goetheschule, Leibnizstraße 67
- 1906–1910: Naturhistorisches Museum (unter Umbau der Reichklara-Klosterkirche), Reichklarastraße 1
- 1910: Umbau des Stadttheaters (Ergänzung des Moller-Baus durch Geliustürme)
- 1911–1912: Stadtbibliothek Mainz
- 1911–1914: Städtisches Krankenhaus (heute Universitätsklinikum)
- 1916: Nagelsäule auf dem Liebfrauenplatz (mit Bildhauer Ludwig Lipp senior nach einem gemeinsamen Wettbewerbsentwurf)
- 1929: Planung der Gustav-Adolf-Kirche (Mainz-Amöneburg)

## Veröffentlichungen
- Naturwissenschaftliches Museum auf dem Gelände des ehemaligen Reichklara-Klosters in Mainz. In: Zentralblatt der Bauverwaltung, 25. Jahrgang 1905, Nr. 86 (vom 25. Oktober 1905), S. 533–536.
- Die Neubauten der Oberrealschule in Mainz. Mainz 1906.
- Brausebadanlagen in den Volksschulen. Mainz 1909.
- Die Neubauten der Höheren Mädchenschule in Mainz. Mainz 1908.
- Baugewerbe-Tarif zum Gebrauch für Baumeister, Architekten, Ingenieure, Bauhandwerker, Bauinteressenten. Mainz 1930.